# Архипкин, Борис Михайлович
Архи́пкин Бори́с Миха́йлович (7 февраля 1952, Иркутск — 14 марта 2003, там же) — российский поэт.
Член Союза писателей России (1998).

## Биография
Борис Архипкин родился 17 февраля 1952 года в Иркутске. Детские стихи получили одобрение поэтов Сергеева М. Д. и Киселёва В. В.
В 1970 году окончил среднюю школу и принял участие в областной конференции «Молодость. Творчество. Современность», по окончании которой в иркутской газете «Советская молодёжь» были опубликованы первые стихи.
В 1984 году Архипкин опубликовал свой первый сборник «Стихотворения на льду».
С 1974 по 2003 год работал рабочим постановочного цеха на иркутском телевидении.
Скончался 14 марта 2003 года. Похоронен в Иркутске на Радищевском кладбище.